# BMW next 100
Vision Next 100 — прототип моделі автомобіля представлений в 2016 році, укомплектований системою автономного управління, який компанія BMW представила і присвятила сторіччю з дня заснування марки.

## Керування
У прототипу Vision Next 100 є два режими роботи — Boost і Ease.
- У першому випадку керування автомобілем передається водію, а проєкційний дисплей, що займає всю площу лобового скла, показує інформацію про швидкість і траєкторії проходження поворотів. Крім цього, при поганих погодних умовах і низької видимості на екрані з'явиться інформація про транспортні засоби, які перетинають траєкторію руху концепта.
- Режим Ease передбачає використання автопілота. В даному випадку крісла розгортаються таким чином, щоб водій і передній пасажир сиділи обличчям один до одного, а проєкційний дисплей виводить ту інформацію, яка потрібна пасажирам.

## Будова
Концепт-кар також отримав 800 активних елементів трикутної форми, які розташовані як на кузовних панелях автомобіля, так і на центральній консолі. Технологія отримала назву Alive Geometry.Як відзначають в BMW, вона дозволяє «з'єднати аналогові технології з цифровими». Рухливі елементи, можуть, наприклад, вказати водієві напрямок наступного повороту або повідомити про необхідність перебудуватися через зустрічний рух, дублюючи дані з проєкційного дисплея. Коеффіціент лобового опору Vision Next 100 становить 0,18. При створенні концепт-кара в BMW використовували поновлювані або перероблені матеріали. Так, наприклад, карбонові деталі автомобіля зроблені з вуглепластику, що залишився від виробництва компонентів для інших машин.